# شرح حال (پزشکی)
شرح حال به مجموعه اطلاعاتی گویند که بیمار در مورد بیماری‌اش به گروه درمانی ارائه می‌کند که شامل شکایت اصلی و علت مراجعه بیمار به کلینیک یا بستری در بیمارستان و علایم همراه آن و هم‌چنین سایر اطلاعات در مورد تاریخچه بیماری‌های همراه و نتایج بررسی‌ها و آزمایش‌های قبلی است. معمولاً این اطلاعات در برگه‌ شرح‌حال بیمار در پرونده پزشکی او درج می‌گردد. این اطلاعات به پزشک معالج و سایر اعضای تیم درمانی در تشخیص بیماری و سایر کارهای لازم برای بهبود وضعیت بیمار کمک می‌کند.

## فرایند شرح‌حال‌گیری
در مراجعات سرپایی بیماران به درمانگاه معمولاً شرح حال توسط خود پزشک از بیمار گرفته می‌شود. در بیمارستان‌های آموزشی معمولاً شرح‌حال بیماران بستری شده توسط کارورزان پزشکی (اینترن‌ها) به صورت مصاحبه حضوری از بیمار و همراهانش اخذ می‌شود.

## ساختار
شرح‌حال‌گیری یکی از مهارت‌های مهم در پزشکی است که در شروع دوران کارآموزی به دانشجویان پزشکی تعلیم داده می‌شود. بخش‌های اصلی شرح‌حال شامل موارد زیر است.
1. شکایت اصلی بیمار (علت مراجعه)
2. علایم همراه
3. تاریخچه پزشکی بیمار
4. مروری بر سیستم‌ها

### کتابشناسی
- Klemperer, Georg (1904). The Elements of clinical diagnosis. Macmillan.
- Prioreschi, Plinio (1998). A History of Medicine: Roman medicine. Vol. 3 (reprint ed.). Horatius Press. ISBN 9781888456035.